# Kærlighed
 For alternative betydninger, se Kærlighed (flertydig). (Se også artikler, som begynder med Kærlighed)
Kærlighed er et komplekst begreb, men i daglig tale forstås den som en varm inderlig følelse af hengivenhed og respekt over for en anden.

## Græske ord for kærlighed
Det græske sprog har fire ord for kærlighed: storgēʹ, eʹros, filiʹa og agaʹpē, som bliver brugt i forskellige former. :
- Storge (græsk: στοργή)[5] er den naturlige kærlighed mellem familiemedlemmer.[4][6]
- Eros er den erotiske kærlighed mellem par[4] – med en fysisk/kropslig tiltrækning. Det er den betydning, de fleste forbinder ordet med.[5][6]
- Filia (græsk: φιλία)[5] er kærlighed blandt venner, broderkærlighed, der stiller den anden højere end sig selv.[4][6]
- Agape, at holde af og være knyttet til et andre, især familiemedlemmer eller nære venner. Også kæledyr kan være genstand for kærlighed[5][4] Agaʹpē kan også indgå i en negativ sammenhæng,[4] i kærlighed til penge, vold, etc.

De betydninger, der ligger i ordene, er stærkt påvirket af kulturelle og sociale indflydelser.

## Andre former for kærlighed
Ordet kærlighed har mange flere betydninger:
- Kærlighed til andre i almindelighed: (Charis) næstekærlighed; en velgørenhed eller uselvisk kærlighed som giver, men ikke forventer noget til gengæld
- Ubetinget kærlighed til alle levende væsener (metta, et begreb fra buddhismen)
- Broderlig hengivenhed (filadelfi'a, sammensat af fiʹlos, „ven“, og adelfosʹ, „broder“)[4] en dybere kærlighed mellem venner, som om de var brødre/søstre.
- Beskyttende kærlighed, adoptiv, som om det er ens egen.[6]
- Kærlighed over for fremmede, gæstfrihed. (Xenia)
- Romantisk kærlighed (Forelskelse)[6]
- Platonisk kærlighed[6]
- Egocentrisk kærlighed, (Egoisme) (en degenereret form er narcissisme)
- Kærlighed til en abstraktion (f.eks. sandfærdighed, kærlighed til sprog, orden)
- Rituelle former for kærlighed; høvisk kærlighed.
- Kærlighed til et objekt eller en del af legemet uden for de sædvanlige erogene zoner (i ekstrem grad: fetichisme)
- Kærlighed til et land eller område (patriotisme)

Religiøse kan tale om Guds kærlighed og vice versa, og særligt i kristendommen er næstekærlighed central.